# Mem de Azambuja Sá
Mem de Azambuja Sá (Porto Alegre, 10 de maio de 1905 — Rio de Janeiro, 14 de março de 1989) foi um advogado e político brasileiro.
Foi eleito deputado estadual, pelo Partido Libertador, para a 37ª e 38ª Legislatura da Assembleia Legislativa do Rio Grande do Sul, de 1947 a 1955.
Foi ministro da Justiça e Negócios Interiores no governo de Castelo Branco, de 14 de janeiro a 28 de junho de 1966. Em abril de 1971,  foi nomeado pelo residente Ernesto Geisel ministro do TCU, em decorrência da aposentadoria de Guilhermino de Oliveira. Foi também presidente daquela casa no ano de 1972.
Teve dois mandatos de senador, de 1956 a 1971.